# Марк Шилд
Марк Шилд (англ. Mark Shield, * 2 вересня 1973) — австралійський футбольний арбітр.
Міжнародну кар'єру розпочав у 1997 році, коли судив матч між Новою Зеландією та Норвегією. Арбітр ФІФА з 1999 року. Обслуговував матчі ЧС-2002, ЧС-2006, Кубку конфедерацій та молодіжних чемпіонатів світу.
У повсякденному житті працює директором компанії.